# 采红乡
采红乡，是中华人民共和国四川省凉山彝族自治州美姑县曾经下辖的一个乡。2021年1月12日，撤销采红乡和候古莫乡，设立候古莫镇。以原采红乡和原候古莫乡所属行政区域为候古莫镇的行政区域。

## 行政区划
采红乡撤销前下辖以下地区：
拉巴村、竹局村、采红村、石拖村、马古千村和洛久村。